# Kentriodontidae
Kentriodontidae (Slijper, 1936) è una famiglia estinta di Cetacei Odontoceti, vissuta dal tardo Oligocene al tardo Miocene in diverse parti del mondo.
Vi appartengono quattro sottofamiglie di piccoli o medio-grandi odontoceti che si pensa fossero gli antenati degli odierni Delphinidae. Come questi, anche alcuni kentriodontidi erano in grado di usare l'ecolocalizzazione per cacciare i pesci di cui si nutrivano e la loro morfologia ricorda molto da vicino quella degli attuali delfini.

## Tassonomia
I kentriodontidi sono stati divisi in tre o quattro sottofamiglie: Kampholophinae, Kentriodontinae, Lophocetinae e Pithanodelphinae. Recenti studi cladistici hanno ribattezzato Kentriodontidae come parafiletici. "Lophocetus" pappus potrebbe essere un parente stretto dei Lipotidae, il divideum "Delphinodon" è basale ad altri delfinidi,Incacetus è probabilmente un membro di Inioidea,e Atocetus e Lophocetus sono stati recuperati rispettivamente come sister taxon pontoporiide e zifiide, mentre Hadrodelphis, Kampholophos, Macrokentriodon, e "Lophocetus" pappus sono stati recuperati in un clade filogeneticamente intermedio tra Kentriodon e delfinidi derivati ((Inioidea+Lipotidae)+Delphinoidea). Peredo et al. (2018) limitano Kentriodon a Kampholophos, Kentriodon, Rudicetus, e Wimahl, e rimuovono Pithanodelphininae e i suoi presunti generi costituenti (Leptodelphis, Pithanodelphis, Sarmatodelphis, Sophianacetus e Tagicetus) così come Microphocaena da Kentriodontidae.

## Generi
La famiglia comprende i seguenti generi:
- Atocetus de Muizon, 1988 †
- Belonodelphis de Muizon, 1988 †
- Delphinodon Leidy, 1869 †
- Kentriodon Kellogg, 1927 †
- Leptodelphis Khirpichnikov, 1954 †
- Liolithax Kellogg, 1931 †
- Lophocetus Cope, 1867 †
- Mediocris Kazár, 2005 †
- Microphocaena Kudrin & Tatarinov, 1965 †
- Pithanodelphis Abel, 1905 †
- Sarmatodelphis Khirpichnikov, 1954 †
- Sophianaecetus Kazár, 2006 †
- Tagicetus Lambert, Estevens & Smith, 2005 †

Incertae sedis:
- Macrokentriodon Dawson, 1996 †
- Rudicetus Bianucci, 2001 †